# Hof te Souburgh
Het Hof te Souburgh is een boerderij en voormalig kasteel in het Nederlandse dorp Alblasserdam, provincie Zuid-Holland. Zowel de huidige boerderij als de locatie van het verdwenen kasteel zijn aangewezen als rijksmonument.

## Geschiedenis
Ridder Nicolaas van Subburgh, baljuw in Zuid-Holland, werd rond 1280 door de heren van Teylingen beleend met de ambachtsheerlijkheid Alblas. In een meander van het riviertje de Alblas, aan de Kleine Nes, bouwde Nicolaas zijn kasteel Hof te Souburgh.
In de 14e eeuw was Souburgh een leen van de heren van Arkel, om in de 15e eeuw over te gaan naar de graven van Holland.
Margriet van Kleef, zuster van graaf Willem VI, hield Souburgh in 1408 in leen. Twee jaar later was Jan Gillisz de eigenaar. Het kasteel was toen vermoedelijk al (deels) afgebroken, terwijl aan de noordoostzijde een terp was opgeworpen waarop een nieuw gebouw was geplaatst.
Na het overlijden van Jan van Oudheusden in 1542 werden zijn bezittingen - waaronder de Hof te Souburgh – verdeeld onder de zes kleinkinderen (zijn zoon Jan was reeds overleden) en zijn zoon Godschalck. Die laatste werd aangesteld als voogd voor de kinderen van zijn broer. Een van die kinderen was Anna van Oudheusden, die in 1548 de Hof kreeg toebedeeld. De heerlijkheid werd aanvankelijk aan haar broer Claes gegeven, maar zou uiteindelijk ook in eigendom van Anna komen.
Dominicus d’Overschie werd in 1676 beleend met de Hof te Souburgh. Van een kasteel lijkt dan al geen sprake meer: in 1685 vermeldt een document slechts de aanwezigheid van een boerderij.
Ruben van Hoven werd in 1735 de eigenaar. Hij woonde er niet zelf maar verhuurde de boerderij en het land.
In 1752 was Souburgh in handen van Jean Gijsberto de Meij. In de voorafgaande periode is het goed kennelijk uitgebreid, want in een document wordt gesproken van een herenhuis, koetshuis, tuinmanshuizen en een boerenwoning.
De in Dordrecht woonachtige Bartolomeus en Clara Cornelia van der Star kregen Souburg in 1800 in bezit.
In 1856/1857 werd het herenhuis afgebroken, net als de overige aanwezige bebouwing. Op de plek van het herenhuis werd in 1857 een nieuwe boerderij gebouwd met een voorhuis in chaletstijl. Bij de Alblas werd in het derde kwart van de 19e eeuw een appelschuur gebouwd.
In 2013 is archeologisch onderzoek uitgevoerd.

## Beschrijving

### Kasteel
Het middeleeuwse kasteel is rond 1280 gebouwd en had een omgrachte hoofdburcht van ongeveer 45 bij 45 meter groot. De voorburcht lag waarschijnlijk aan de oostzijde. Het gebied werd geteisterd door overstromingen en vermoedelijk is het kasteel daarom al in de 14e eeuw afgebroken. De laatste restanten van het kasteel waren nog midden 17e eeuw zichtbaar.
De omgrachte kasteellocatie is aangewezen als rijksmonument.

### Herbouw op terp
Aan de noordoostzijde van het afgebroken kasteel is in de 14e eeuw een terp opgeworpen waarop uiterlijk begin 15e eeuw een nieuw huis werd gebouwd. Hierbij is gebruik gemaakt van de kloostermoppen van het afgebroken kasteel. Twee 16e-eeuwse proceskaarten laten een gebouw zien dat als Hof te Souburgh wordt bestempeld.
In 1596 werd nog een nieuw bouwhuis aan het complex toegevoegd.

### Nieuw herenhuis
In de eerste helft van de 18e eeuw werd op de terp een nieuw herenhuis gebouwd. Dit huis was rechthoekig en had een afmeting van 25 bij 14 meter. Haaks op de achtergevel, aan de linkerkant, was een smalle vleugel aangebouwd die als koetshuis diende. Het herenhuis bestond uit een souterrain, bel-etage en zolder, met een torentje op het dak. 
Aan de noordzijde van het herenhuis stond de boerderij. De ruimte tussen de boerderij en het herenhuis fungeerde als binnenplaats.
Van het 18e-eeuwse herenhuis zijn alleen de hekpijlers van de twee toegangspoorten bewaard gebleven.

### Huidige boerderij
In 1856-1857 zijn alle op dat moment aanwezige gebouwen afgebroken. Op de vrijgekomen plek is de huidige boerderij met voorhuis gebouwd. Het voorhuis lijkt te staan op de plek van het voormalige 18e-eeuwse herenhuis terwijl het stalgedeelte zich op de locatie van het oude bouwhuis uit 1596 bevindt.
Het voorhuis bevat het woongedeelte en is in eclectische chaletstijl gebouwd. Het huis telt twee bouwlagen onder een zadeldak. De voorgevel is gepleisterd, de zijgevels tonen schoon metselwerk van ijsselsteen. De entree bevindt zich in de middenrisaliet van de voorgevel. De tegen het voorhuis aangebouwde stal brandde in 1941 af maar werd volledig herbouwd in traditionalistische stijl. De stal is breder dan het voorhuis.
De appelschuur werd gebouwd in het derde kwart van de 19e eeuw in traditioneel ambachtelijke stijl. In deze schuur werden appels gedroogd, maar er waren ook een dienstwoning en wagenstalling. De schuur bestaat uit twee bouwlagen onder een zadeldak en is opgetrokken in gele ijsselsteen.
Zowel de boerderij als de appelschuur zijn rijksmonumenten.

## Afbeeldingen

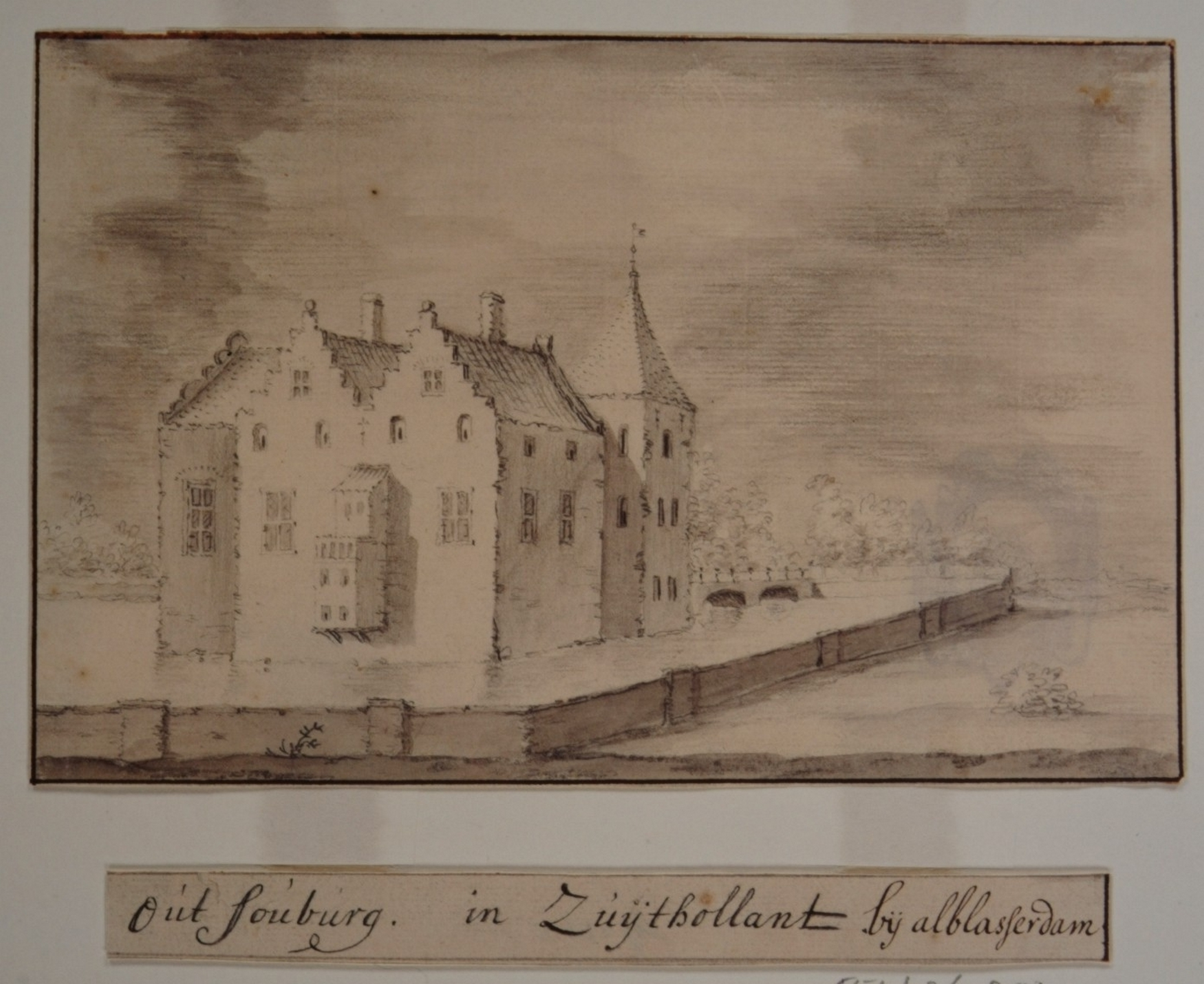
Een anonieme 18e-eeuwse tekening van het kasteel Souburgh. In hoeverre de afbeelding betrouwbaar is, is niet duidelijk.
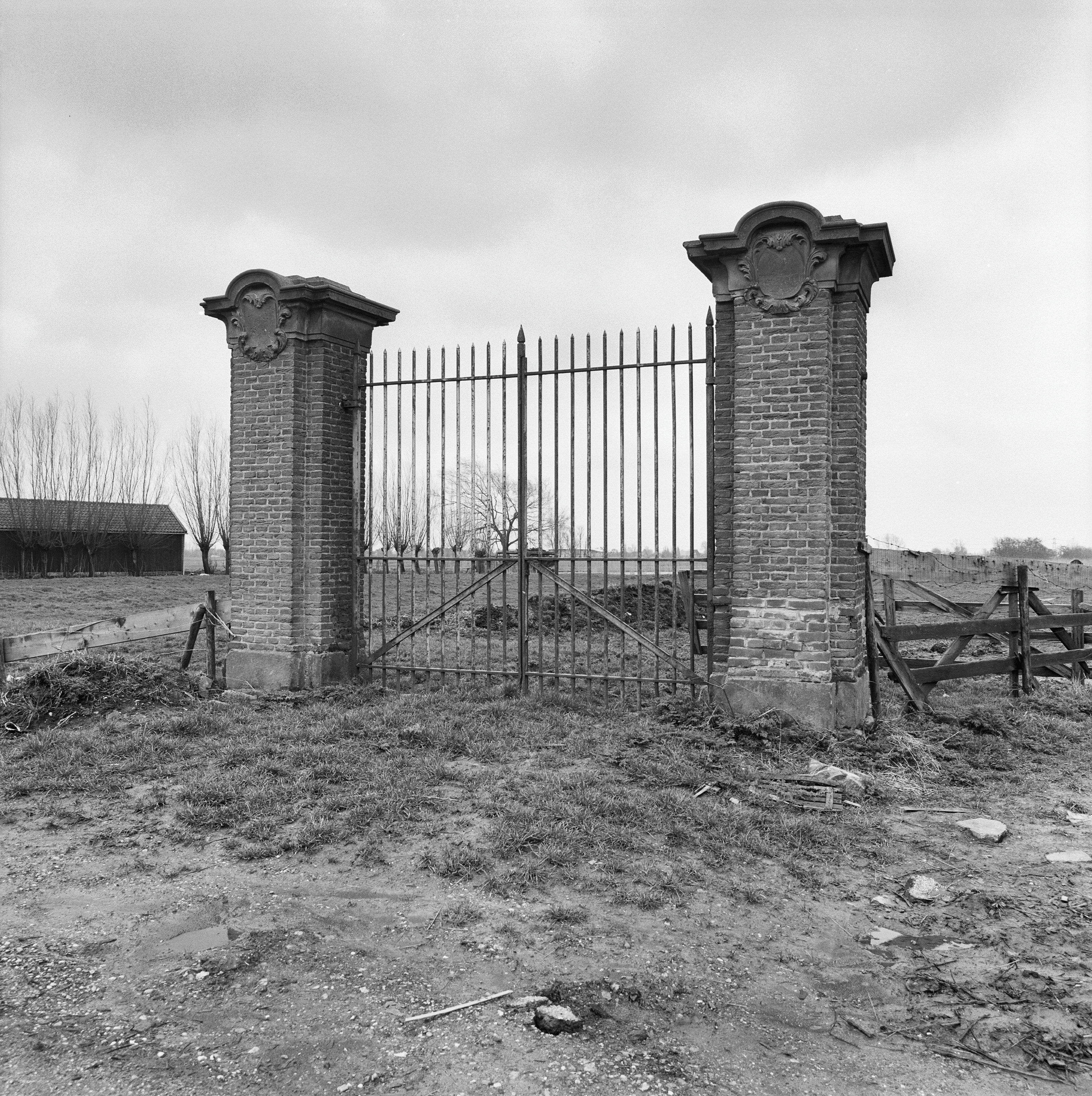
Het 18e-eeuwse inrijhek.
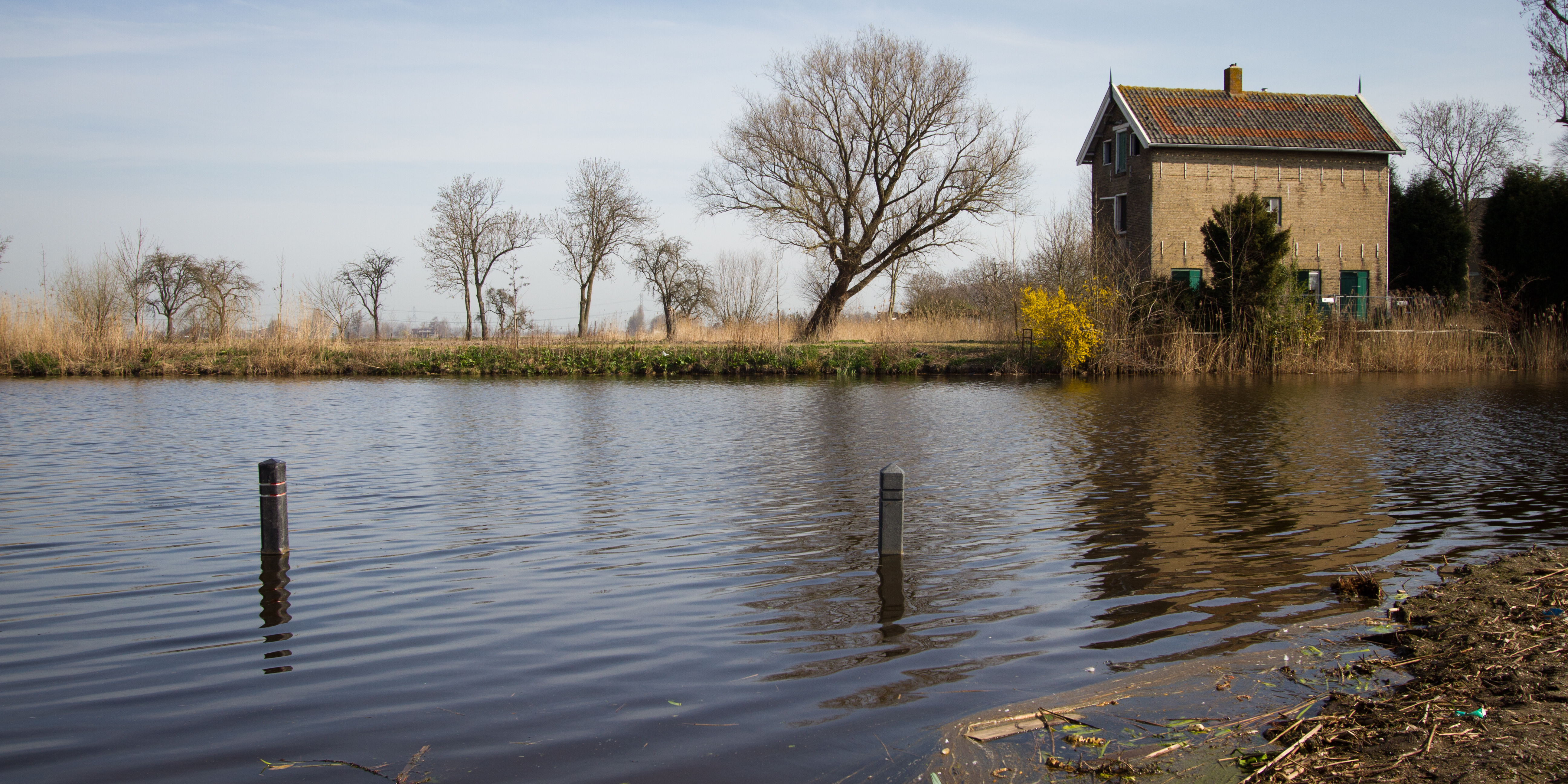
De appelschuur.

Abbenbroek · Abspoel · Adegeest · Slot Alkemade ·  Altena · Arkelsburg · Bellesteyn · Huis ten Berghe · Binckhorst · Binnenhof · Blijdestein · Te Blotinghe · Boekenburg · Boekhorst · Boshuysen · Bulgersteyn · Burcht (Leiden) · Burcht (Voorne) · Slot Capelle · Coebel · Cranenburg · Crayestein · Cronesteyn · Crooswijk · Develstein · 't Huys Dever · Dirks Steenhuis · Ter Does · Duivenstein · Duivenvoorde · Endegeest · Endepoel · Foreest · Giessenburg · Gravensteen · Groot Haesebroek · 's Heeraartsberg · Hof van Wateringen · Holy · Slot Honingen · Kasteel van de Heren van Arkel · Kasteel van Gouda · Keenenburg · Kasteel Keukenhof · Klein Poelgeest · Huis te Langerak · Langestein · Huis te Liesveld · Ter Lips · De Loo · Madeburcht · Marenburch · Meerburg · Huis te Merwede · Huis ter Mey · Kasteel van der Meye · Niemandsvriend · Noordeloos · Oud-Berendrecht · Oud-Poelgeest · Oud Teylingen · Paddenpoel · Persijn · Groot Poelgeest · Hof van Putten · Puttensteyn · Landgoed De Raephorst · Kasteel Ravesteyn · Kasteel van Rhoon · Rijnegom · Rijnenburg · Huis te Riviere · Rodenburg · Hofstad Rodenrijs · Rodenrijs · Rosenburgh · Huis Roucoop · Santhorst · Schelluinderberg · Schonenburg · Kasteel van Schoonhoven · Souburgh · Spangen · Starrenburg · Huis ter Specke · Steenvoorde · Stenevelt · Slot Teylingen · Den Toll · Torenvliet · Slot Valckesteyn · Huis ter Waard · Warmont · Ter Weer · Hof van Wena · Kasteel Westerbeek · Huis te Woude · Kasteel van IJsselmonde · 't Zand · Huis Zevender · Kasteel aan de Zevender · Zijlhof · Zonneveld · Huis Zuidwijk · Zwieten